# Myrcia porphyrea
Myrcia porphyrea är en myrtenväxtart som beskrevs av Mcvaugh. Myrcia porphyrea ingår i släktet Myrcia och familjen myrtenväxter.
Artens utbredningsområde är Guyana. Inga underarter finns listade i Catalogue of Life.